# 631. poljska artilerijska brigada (ZDA)
631. poljska artilerijska brigada (izvirno angleško 631st Field Artillery Brigade) je bila poljska artilerijska brigada Kopenske vojske Združenih držav Amerike.

## Odlikovanja
- predsedniška omemba enote